# Не можу сказати «прощавай»
«Не можу сказати „прощавай“» (рос. «Не могу сказать „прощай“») — російський радянський художній фільм-мелодрама, знятий у 1982 р. Став лідером кінопрокату в 1982 році, посівши 4 місце.

## Сюжет
Дівчина Ліда закохується в гарного хлопця, спортсмена Сергія, та він обирає іншу. Пізніше сталася трагедія, внаслідок якої Сергій виявився прикутим до ліжка через важку травму хребта. Дружина, не витримавши випробування, кидає його, життя для молодого чоловіка здається закінченим. Але, дізнавшись про його біду, до Сергія приїжджає Ліда. Спочатку він ставиться до неї з роздратуванням і недовірою, і навіть намагається покінчити з собою. Але відданість, доброта і турбота дівчини змушують його подивитися на події інакше. Ліда повернула Сергія до повноцінного життя. Закінчується фільм тим, що Ліда повідомляє Сергію про свою вагітність. Хлопець нарешті встає з інвалідного візка і обіймає кохану.

## Ролі
- Сергій Варчук[ru] — Сергій Ватагін
- Анастасія Іванова — Ліда
- Тетяна Паркіна — Марта
- Софія Павлова — Євдокія Семенівна, мати Сергія
- Олександр Коршунов — міліціонер Василь
- Сергій Мінаєв — співак на танцмайданчику
- Олександр Савченко — директор лісогосподарства
- Клавдія Козленкова — гостя на весіллі
- Сергій Мартінсон — Антон Петрович, працівник музею